# Râul Ruja, Siret
Râul Ruja este un curs de apă afluent al râului Siret. Râul Ruja are o lungime de 12 km si un bazin hidrografic de 66 km2. Acesta izvorăște din 
Pădurea Valea Seacă si traversează satele Valea Seacă și Lunca. Principalii săi afluenți sunt râurile Irmolea și Gâștești. Râul Ruja se varsă în râul Siret la nord de munincipiul Pașcani.